# Самозатоплення

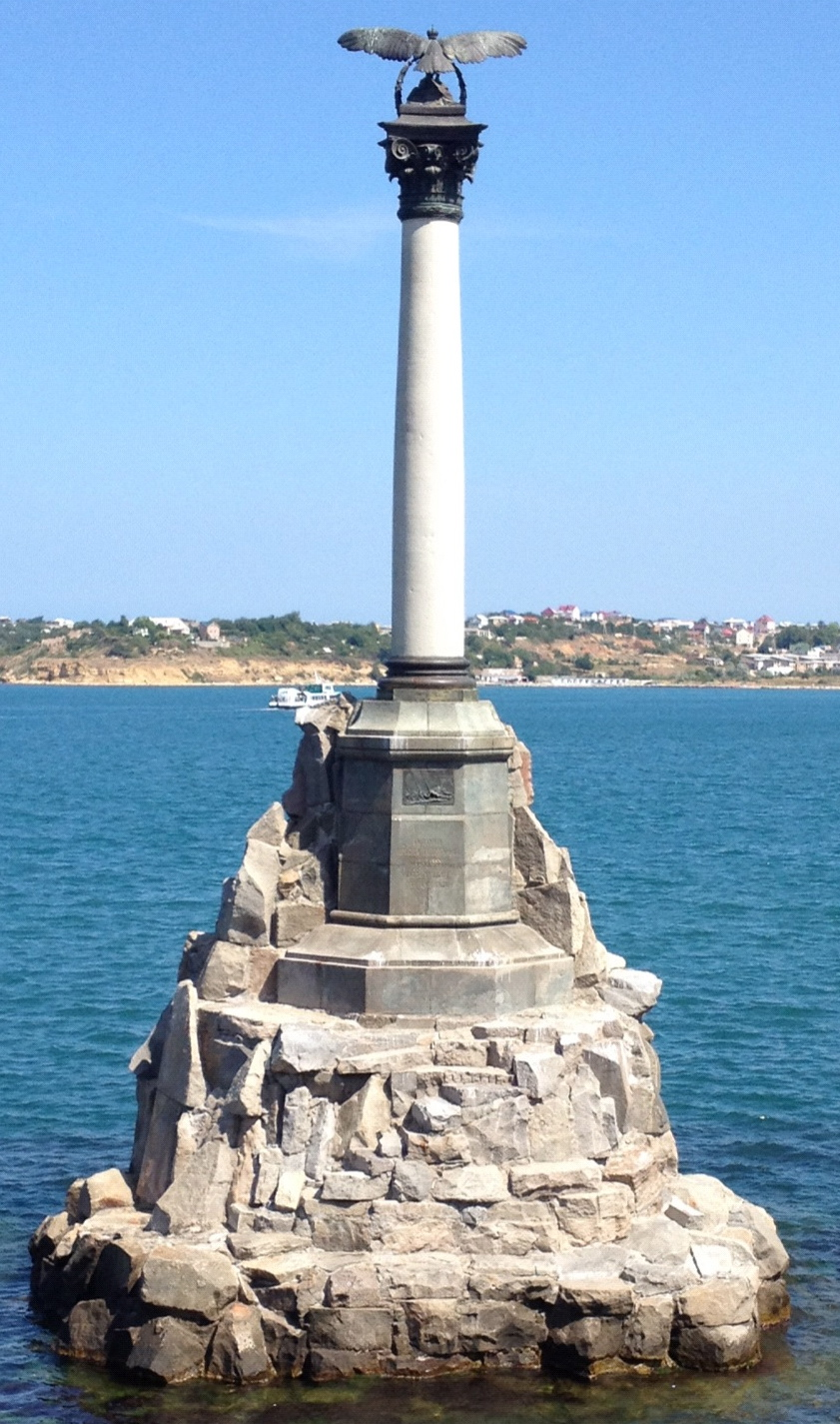
Пам'ятник затопленим кораблям

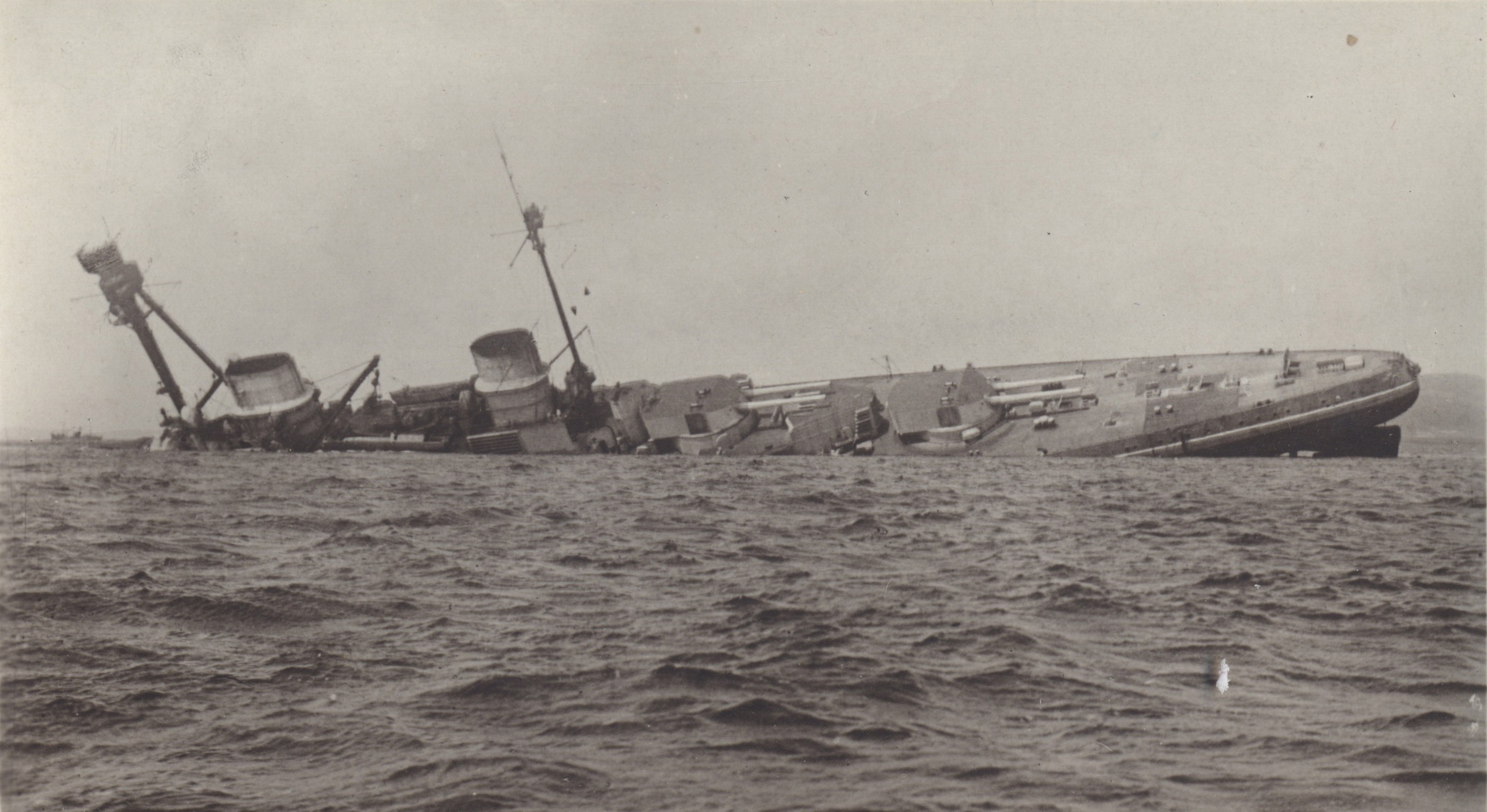
Самозатоплення німецького лінійного крейсера «Дефлінгер» у бухті Скапа-Флоу. 1919

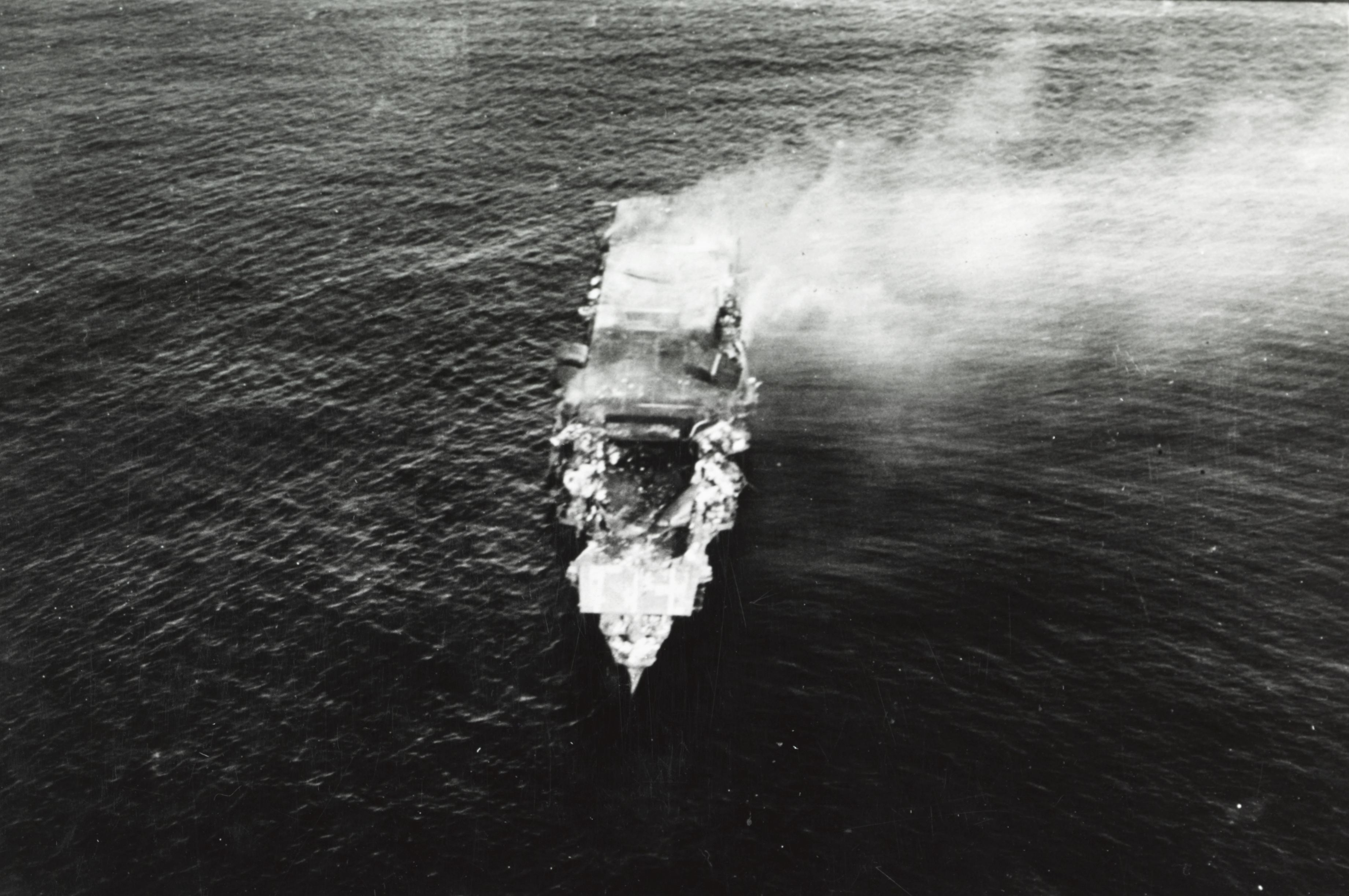
Японський авіаносець «Хірю», що тоне. 1942

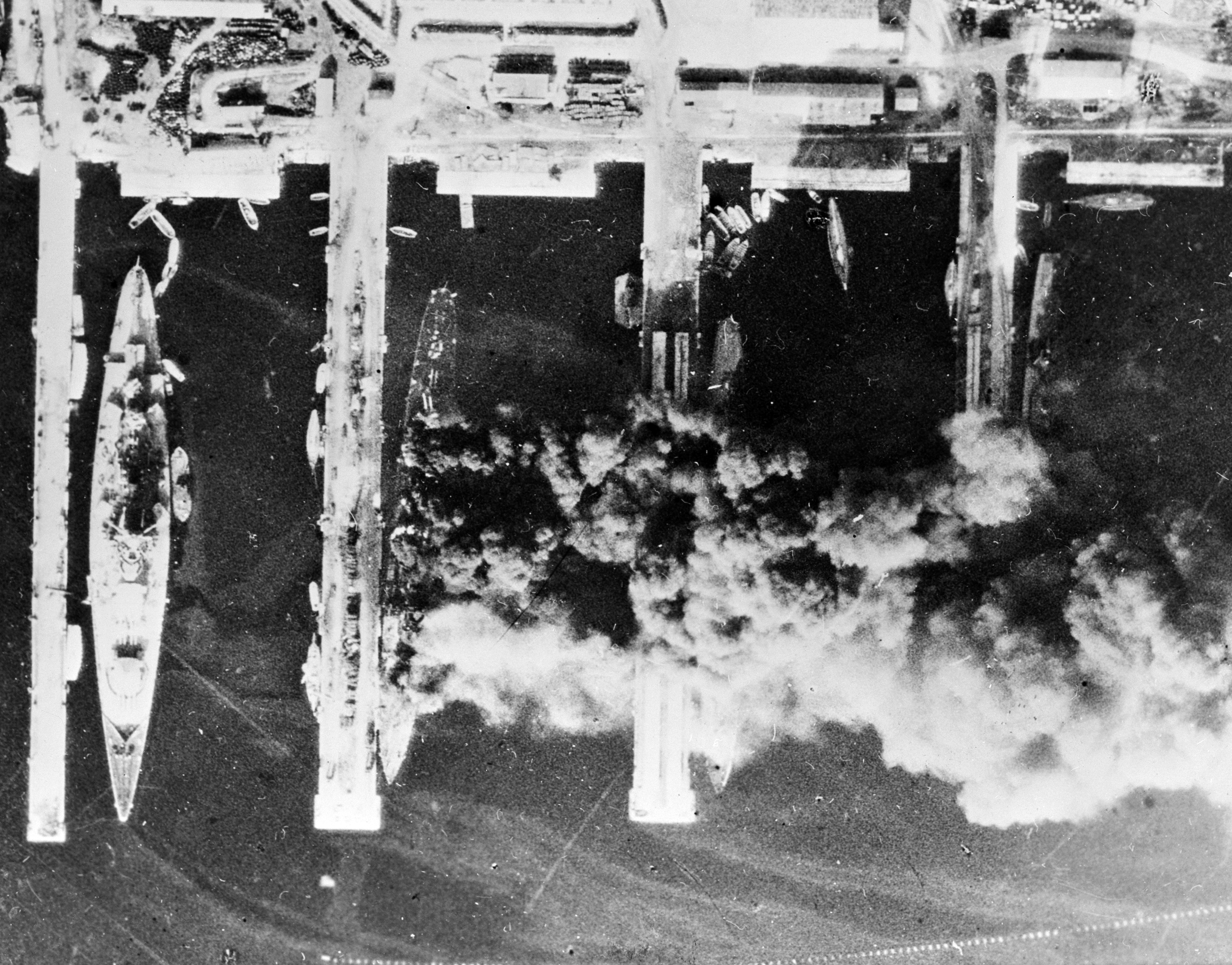
Французький флот тоне: ліворуч — лінкор «Страсбург», далі — важкі крейсери «Кольбер» (палає у вогні) і — «Алжері» (в диму); крайній праворуч — легкий крейсер «Марсельез». Військово-морська база Тулон. 27 листопада 1942

Самозатоплення — навмисні дії або дії, що викликані через необережність капітана, інших осіб суднового екіпажу чи лоцмана під час судноводіння або управління судном (кораблем), що призводить до потрапляння забортної води в корпус судна (корабля). Самозатоплення у відкритому морі здійснюється у різних ситуаціях та за різними обставинами й може проводиться декількома варіантами: відкриванням люків (кінгстонів, заслінок) або силовим втручанням (розривом днища корпусу (борту) об перепони прибережної зони, скелі тощо, а також підривом вибухових речовин для пророблення отворів).

## Самозатоплення
Самозатоплення — акт навмисного затоплення капітаном або командою корабля чи судна, що може бути наслідком будь-яких внутрішніх або зовнішніх факторів. Головною метою самозатоплення є недопущення його потрапляння в руки противника з унеможливлюванням подальшої експлуатації ворогом. Також метод затоплення судна може застосовуватись для блокування водних шляхів на річці, озері, в гавані чи бухті тощо. Акт самозатоплення може проводиться на покинутому, старому чи захопленому кораблі (судні). Як правило, в історії випадки самозатоплення траплялися за часів війн та збройних конфліктів.
Також самозатоплення проводиться з метою створення штучного рифу, зміни берегової лінії або для дайверів.

## Історичні приклади затоплення
- 1814 — посадка на мілину 19 кораблів і суден Чесапікської флотилії під час англо-американської війни (1812—1815)
- 1854 — під час облоги Севастополя росіяни посадили на мілину й затопили 5 лінійних кораблів та 2 фрегати Чорноморського флоту Російської імперії для блокування проходу в бухту Севастополя.
- 1881 — у ході війни на Тихому океані за наказом морського начальника Германа Астете перуанський флот був посаджений на мілину в Кальяо для запобігання потрапляння до чилійської армії.
- 1914 — самозатоплення німецького «Кайзер Вільгельм дер Гроссе» у бою з британським бронепалубним крейсером «Хайфлаер» біля узбережжя Ріо-де-Оро.
- 1919 — самозатоплення німецького флоту у Скапа-Флоу на шотландських Оркнейських островів, де з 1918 до остаточного підписання мирної угоди був інтернований Гохзеєфлот Німеччини.
- 1939 — самозатоплення німецького «кишенькового лінкора» «Адмірал Граф Шпеє» у бухті Ла-Плати за наслідками морської битви.
- 1942 — затоплення французького флоту в Тулоні — спланований акт самозатоплення 77 бойових кораблів та суден військово-морських сил Франції на військово-морській базі в Тулоні. Затоплення кораблів здійснювалося силами французьких офіцерів та матросів за наказом Адміралтейства режиму Віші, щоб уникнути захоплення нацистською Німеччиною кораблів, що стояли на рейді військово-морської бази.
- 1945 — операція «Дедлайт» — спланована акція британських військово-морських сил з метою затоплення 156 трофейних підводних човнів Третього Рейху, що сталась наприкінці 1945 року.
- 1987 — під час проведення операції «Прайм Ченс» американські сапери затопили іранський імпровізований мінний загороджувач, перероблений з десантного судна «Іран Аджр»[en] у Перській затоці.
- 2014 — затоплення списаного великого протичовнового корабля «Очаков» на вході в озеро Донузлав у Південній ВМБ задля блокади кораблів ВМС ЗС України під час російської інтервенції до Криму.